# François van Knibbergen
François van Knibbergen, född 1596 i Haag, död där efter 1665, var en nederländsk konstnär.
Knibbergen företog en resa till Italien 1614. Han verkade senare i Amsterdam, och blev 1629 medlem av Lucasgillet i Haag. Motiviskt och i någon mån stilistiskt står Knibbergen Jan van Goyen nära.
På nationalmuseum finns två tecknade landskap av Knibbergen.